# Willem Rip (politicus)
Willem Rip (Hoofddorp, 13 november 1903 - Bennekom, 8 februari 1959) was een Nederlands politicus voor de ARP. Hij was van 1946 tot zijn plotselinge overlijden in 1959 lid van de Eerste Kamer voor deze partij. Hij was vanaf 1948 bovendien lid van de Parlementaire Vergadering van de Raad van Europa. Daarnaast was hij vanaf 1952 lid van de Gemeenschappelijke Vergadering van de Europese Gemeenschap voor Kolen en Staal en opeenvolgend in 1958 van het eerste Europees Parlement.
Vanaf 1 september 1953 was Willem Rip bijzonder hoogleraar Christelijke economische en sociale politiek in de landbouw aan de Landbouwhogeschool Wageningen.
- Biografisch Portaal: 09572009
- Digitale Bibliotheek voor de Nederlandse Letteren: rip_001
- Library of Congress Control Number: no2018106084
- Nederlandse Thesaurus van Auteursnamen: 069091641
- Parlement.com: vg09ll5ux9yy
- Virtual International Authority File: 290987436
- WorldCat: E39PBJyRrB6YhQfMWvwGfRPRKd